# Vzletno-pristajalna steza
Vzletno-pristajalna steza, letališka steza, pristajalna steza (ang. runway) je pravokotna površina na kateri pristajajo in vzletajo letala (ali drugi zrakoplovi). Po navadi je zgrajena iz asfalta, betona lahko pa je tudi travnata, iz zemlje, ledu ali pa soli. 
Steze se označuje s številko med 01 in 36 - ta številka pomeni desetino magnetne smeri. Npr. steza ki je usmerjena na sever (360°) bo imela oznako 36, na vzhod (90°) bo imela oznako 09, na jug (180°) bo imela oznako 18 in na zahod (270°) bo imela oznako 27.
Vsaka steza ima torej dve oznaki, npr. 09 ali 27: če bo letalo vzletelo ali pristalo proti vzhodu bo uporabljalo oznako 09 (90°), če pa vzletelo ali pristalo proti zahodu bo oznaka 27 (270°). 
Če ima letališče dve vzporedni (paralelni) stezi se za levo uporablja oznaka L (left) za desno pa R (right). Primer za letališče z dvema stezama 18L in 18R, če pa letalo pristaja iz nasprotne smeri, 18L postane 36R, 18R pa 36L.
Če ima tri vzporedne, se uporablja poleg L in R še oznaka C (center) za centralno stezo. Če pa ima letališče štiri vzporedne steze (redko), se uporablja dve magnetni smeri, ki sta najbljižje.